# 澤鰍
澤鰍為輻鰭魚綱鯉形目鰍科的其中一種，為亞熱帶淡水魚，被IUCN列為瀕危保育類動物，分布於歐洲希臘Louros及Kalamas流域，為特有種，體長可達9公分，棲息在沼澤、水塘及溪流的底層水域，生活習性不明。

## 扩展阅读
維基物種上的相關：澤鰍